# Destry Rides Again (pel·lícula de 1939)
Destry Rides Again és una pel·lícula de comèdia occidental nord- estatunidenca de 1939 dirigida per George Marshall i protagonitzada per Marlene Dietrich i James Stewart.
Els crèdits inicials indiquen la història com "Suggerida per la novel·la de Max Brand Destry Rides Again ", però la pel·lícula és gairebé completament diferent. Tampoc s'assembla a l'adaptació de 1932 de la novel·la protagonitzada per Tom Mix, que sovint es retitula Justice Rides Again .
El 1996, Destry Rides Again va ser seleccionada per a la seva preservació al National Film Registry dels Estats Units per la Biblioteca del Congrés com a "important cultural, històricament o estèticament".

## Argument
El xèrif adjunt Destry intenta dominar la ciutat de Bottle Neck, inclosa la cantant de bar Frenchy.

## Repartiment
- Marlene Dietrich com Frenchy
- James Stewart com Thomas Jefferson "Tom" Destry Jr.
- Mischa Auer com Boris Stavrogin
- Charles Winninger com Washington "Wash" Dimsdale
- Brian Donlevy com Kent
- Allen Jenkins com "Gyp" Watson
- Warren Hymer com "Bugs" Watson
- Irene Hervey com Janice Tyndall
- Una Merkel com Lily Belle, "Mrs. Callahan"
- Billy Gilbert com "Loupgerou"
- Samuel S. Hinds com jutge Slade
- Jack Carson com Jack Tyndall
- Tom Fadden com Lem Claggett
- Virginia Brissac com Sophie Claggett
- Edmund MacDonald com Rockwell
- Lillian Yarbo com Clara
- Joe King com xèrif Keogh
- Dickie Jones com noi de Claggett
- Ann E. Todd com noia de Claggett

## Cançons
Dietrich canta " See What the Boys in the Back Room Will Have " i " You've Got That Look ", escrites per Frank Loesser i musicades per Frederick Hollander, que s'han convertit en clàssics, així com una versió revisada de " Little Joe the Wrangler ".

## Producció
L'escriptor de westerns Max Brand va contribuir amb la novel·la, Destry Rides Again, però la pel·lícula també deu els seus orígens al serial de Brand "Twelve Peers", publicat en una revista pulp. A l'obra original, Harrison (o "Harry") Destry no era un pacifista. Tal com es va filmar l'any 1932, amb Tom Mix en el paper protagonista, el personatge central es diferenciava perquè Destry portava sis armes.
La pel·lícula va ser el primer western de James Stewart (no tornaria al gènere fins al 1950, amb Winchester '73, seguit de Fletxa trencada ). La història presentava una baralla ferotge entre Marlene Dietrich i Una Merkel, que aparentment va causar un lleu problema de censura en el moment de la publicació. La pel·lícula també va representar el retorn de Dietrich a Hollywood després que una sèrie de fracassos a Paramount ("Angel", "The Scarlet Empress", "El diable és una dona") van fer que ella, i una sèrie d'altres estrelles, fossin etiquetades. "verí de taquilla". Mentre estava de vacances al Cap d'Antibes amb la seva família, el seu mentor Josef von Sternberg i el seu amant Erich Maria Remarque, va rebre una oferta de Joe Pasternak per anar a Universal amb la meitat del sou que havia estat rebent durant la major part dels anys trenta. Pasternak havia intentat prèviament fitxar Dietrich a Universal mentre encara era a Berlín. No estava segura de què fer, von Sternberg li va aconsellar "Vaig convertir-te en una deessa. Ara mostra'ls que tens peus de fang".
Segons l'escriptor/director Peter Bogdanovich, Marlene Dietrich li va dir durant un vol d'avió que ella i James Stewart van tenir una aventura durant el rodatge i que es va quedar embarassada però va tenir un avortament subreptici sense dir-ho a Stewart.
A nivell internacional, la pel·lícula es va estrenar sota els títols alternatius Femme ou Démon en francès i Arizona en castellà.

## Recepció
Destry Rides Again va ser generalment ben acceptada pel públic, així com per la crítica. Frank S. Nugent a The New York Times, va observar que la pel·lícula no seguia el càsting habitual de Hollywood. Sobre el paper de Dietrich, va caracteritzar: "És difícil conciliar Frenchy de la senyoreta Dietrich, la noia del cabaret del Bloody Gulch Saloon, amb la Dietrich que vam veure per última vegada a 'Angel' del Sr. Lubitsch". La contribució de Stewart va ser tractada de la mateixa manera, "convertint-se en una actuació fàcil, agradable i d'humor agradable".

## Altres versions
- Universal Pictures va estrenar una pel·lícula anterior, també titulada Destry Rides Again (1932), dirigida per Benjamin Stoloff i protagonitzada per Tom Mix i ZaSu Pitts. A part del títol, la història no té cap connexió amb la pel·lícula posterior i de vegades es retitula com Justice Rides Again.[6]
- Una versió de la història del Lux Radio Theater es va emetre el 5 de novembre de 1945, protagonitzada per Jimmy Stewart i Joan Blondell, i es pot escoltar a YouTube.[7]
- Un remake gairebé pla per pla de la producció de 1939, Destry (1954), també va ser dirigit per George Marshall i protagonitzat per Audie Murphy i Thomas Mitchell.
- Una versió musical de Broadway de la història, Destry Rides Again, es va estrenar a la ciutat de Nova York a l' Imperial Theatre el 23 d'abril de 1959 i va fer 472 funcions. Produïda per David Merrick, l'espectacle tenia un llibret de Leonard Gershe, música i lletra de Harold Rome, i estava protagonitzada per Andy Griffith com Destry i Dolores Gray com Frenchy.
- ABC va emetre una sèrie de televisió de curta durada el 1964, Destry, basada en les pel·lícules de 1939 i 1954, protagonitzada per John Gavin com el fill del personatge principal de la pel·lícula.

## En la cultura popular
El personatge de Marlene Dietrich, Frenchy, va ser la inspiració per al personatge de Lili Von Shtupp en el western de paròdia Selles de muntar calentes.